# Norma Lucía Piña Hernández
Norma Lucía Piña Hernández (Ciudad de México, 29 de julio de 1960) es una jurista, funcionaria, profesora y académica mexicana. Ex presidenta de la Suprema Corte de Justicia de la Nación, Fue ministra de la Suprema Corte de Justicia de la Nación desde el 10 de diciembre de 2015, hasta el año 2025 donde fue presidenta de la Primera Sala —encargada de sesionar en materia civil y penal— del 2016 al 2018.

## Trayectoria académica
Piña Hernández es profesora de educación primaria por la Benemérita Escuela Nacional de Maestros (1974-1978) y licenciada en derecho por la Universidad Nacional Autónoma de México (UNAM, 1979-1984).
Asimismo, es especialista en comunicación y psicología social por el Instituto Nacional de Ciencia de Comunicación (1977-1978) en Madrid, y en derecho constitucional y administrativo por la UNAM (2001).
En 1988 se convirtió en doctorante en derecho por la UNAM. Realizó una especialidad judicial del Instituto de Especialización Judicial de la Suprema Corte de Justicia de la Nación (SCJN), al año siguiente.

## Trayectoria profesional

### Primeros años
Fue profesora de educación primaria en la Escuela de Experimentación Pedagógica Manuel M. Acosta, anexa a la Benemérita Escuela Nacional de Maestros.
Anteriormente fue técnica académica en el Instituto de Investigaciones Jurídicas de la Universidad Nacional Autónoma de México y secretaria proyectista en el Tercer Tribunal Colegiado en Materia Administrativa del Primer Circuito entre 1988 y 1992. Después fue secretaria de estudio y cuenta en la Primera Sala de la Suprema Corte de Justicia de la Nación entre 1992 y 1998.
Fue jueza por oposición en el Juzgado Tercero de Distrito en el estado de Morelos entre 1998 y 2000 y en el Juzgado Quinto de Distrito en Materia Administrativa en la Ciudad de México en 2000.
Desde el 4 de septiembre de 2000 es magistrada de Circuito por Oposición. Fue ratificada como magistrada en el Decimocuarto Tribunal Colegiado en Materia Administrativa del Primer Circuito y más tarde fue magistrada en el Vigésimo Tribunal Colegiado en Materia Administrativa del Primer Circuito en 2015.

### Ministra de la Suprema Corte de Justicia de la Nación
Luego de dos ocasiones en que intentó ser designada ministra de la Corte por parte del Senado de la República, fue nombrada el 10 de diciembre de 2015 para reemplazar a la ministra en retiro, Olga Sánchez Cordero. Piña Hernández es la decimosegunda mujer en desempeñar el cargo dentro de la corte.
Del 1 de octubre de 2016 al 30 de septiembre de 2018 fue presidenta de la Primera Sala de la SCJN, en sustitución del ministro Alfredo Gutiérrez Ortiz Mena. La primera sala se encarga de revisar los casos de jurisprudencia penal y civil.

### Presidenta de la Suprema Corte de Justicia de la Nación
El pleno de la Suprema Corte se reunió para elegir al presidente de entre los cinco candidatos para el periodo del 2 de enero de 2023 al 31 de diciembre de 2026, en sustitución de Arturo Zaldívar. En la tercera y última ronda, Alfredo Gutiérrez Ortiz Mena obtuvo cinco votos y Piña Hernández resultó electa con seis.
En mayo de 2023 recibió en Marruecos, el Premio de Derechos Humanos 2023 por la Asociación Internacional de Mujeres Juezas (IAW).

## Controversias

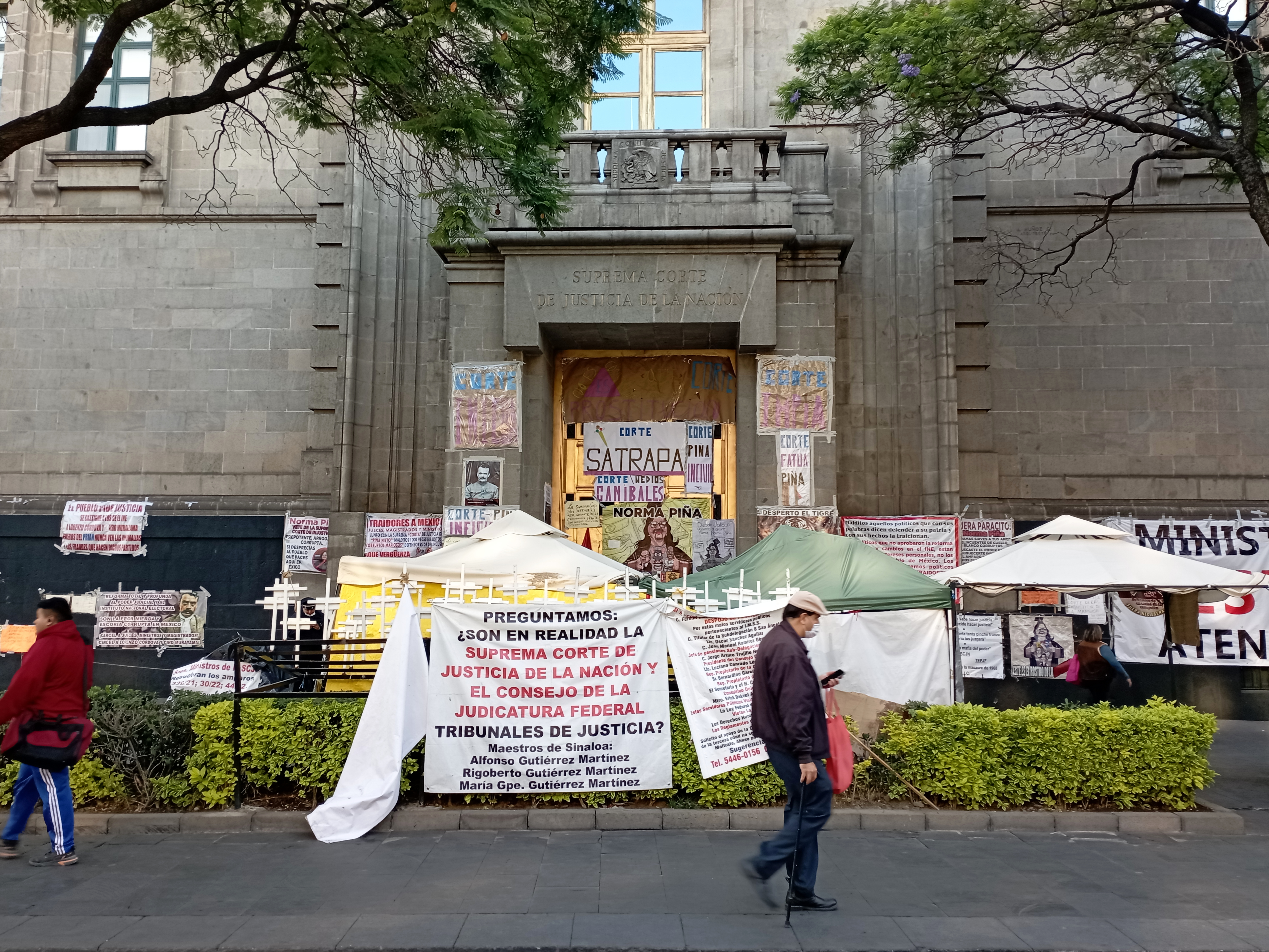
Protesta afuera de la SCJN contra Piña, mayo 2023.

En octubre de 2019, presentó un proyecto para negar un juicio de amparo a un individuo despedido de su centro de trabajo por llevar tatuada una cruz esvástica, la ministra consideró que la libertad de expresión del individuo no lo protegía de mantener el respeto a sus compañeros de trabajo.
En 2021, votó a favor de declarar inconstitucional un artículo del código penal de Coahuila que establecía penas de hasta tres años de prisión a mujeres que se sometieran a interrupción voluntaria del embarazo.
El 5 de febrero de 2023, durante la conmemoración del aniversario 106 de la Constitución Mexicana, la ministra presidenta fue criticada por el vocero de la Presidencia, Jesús Ramírez Cuevas, por no haberse puesto de pie ante la llegada del presidente Andrés Manuel López Obrador en un acto protocolario. En su discurso, Norma Piña defendió la independencia de la Suprema Corte de Justicia de la Nación: «La independencia judicial no es un privilegio de los jueces, es el principio que garantiza una adecuada impartición de justicia para hacer efectiva las libertades y la igualdad de las y los mexicanos. La independencia judicial es la principal garantía de imparcialidad».